# Mathcore
El mathcore es un género musical del metalcore caracterizado por ritmos complejos y cambiantes, así como riffs de guitarra disonantes y angulares, compases atípicos y cambios abruptos.
A mediados de los 1990, el mathcore se originó a través de bandas de la escena DIY hardcore estadounidense que rechazaron el fanatismo ideológico de esta, por ejemplo en los principios del straight edge, veganismo, antirracismo y Hare Krishna, y que en cambio decidieron enfocarse en la interpretación musical.
Aunque bandas de math rock-noise rock de principios de los 1990 se aproximaron al mathcore, especialmente Dazzling Killmen y Craw, por otro lado los grupos Human Remains, Rorschach, Lethargy, Deadguy, Candiria, Coalesce, Jesuit, Botch, The Dillinger Escape Plan, Converge, Swing Kids y The Locust han sido citados como creadores de este estilo.
La mayoría de los bateristas pioneros del mathcore tuvieron trasfondos académicos o jazzísticos. Es muy poco frecuente encontrar una canción basada en la estructura común «verso-estribillo-verso». Por otro lado, las letras tienden a ser introspectivas, en contraste a la politización del hardcore punk y la ficción del metal extremo, aunque ocasionalmente toman posturas disidentes (e.g., en las primeras bandas del género). Los conciertos de mathcore descienden directamente del hardcore punk. Coalesce se caracterizó por la imprevisibilidad y violencia en sus espectáculos, a menudo destruyendo sus instrumentos, mientras que Botch comenzó a llevar un equipo de iluminación avanzado. The Dillinger Escape Plan incorporó ambos aspectos de estas bandas.

## Orígenes
El periodista Jérôme Alberola ha citado el álbum Torture Garden (1990) de la banda de jazz-grindcore Naked City como un precursor del mathcore, llamándolo «muy adelantado a su tiempo».

### Obras citadas
- «Harvest of Maturity»
- «I Love Secret Agents»
- «My Love for Extremes»
- «C. Thomas Howell as the 'Soul Man'»